# انعدام الدافعية
انعدام الدافعية هو أحد الأشكال المختلفة لعلم النفس المرضي، وهو انخفاض الحافز للشروع في الأنشطة الهادفة وتنفيذها  ذات التوجيه الذاتي. تشمل هذه الأنشطة عادة الأنشطة الروتينية، بما في ذلك ممارسة الهوايات، والذهاب إلى العمل و/أو المدرسة، وخاصة الانخراط في الأنشطة الاجتماعية. قد يبقى الشخص الذي يعاني من انعدام الدافعية في المنزل لفترات طويلة بدلاً من الخروج للبحث عن علاقات عمل أو علاقات بين الأقران.

## علم النفس المرضي
عادة ما يرغب الأشخاص الذين يعانون من انعدام الدافعية في إكمال أنشطة معينة ولكنهم يفتقرون القدرة على البدء في السلوك الضروري لإكمالها، وفي الغالب يعد انعدام الدافعية من أعراض اضطراب ما ولكن يمكن اعتباره اضطرابًا سريريًا أوليًا في حد ذاته (أو كاضطراب ثانٍ متعايش) مرتبط باضطرابات تقلص الدافع. وفي عام 2006 عرّف المعهد الوطني للصحة العقلية (NIMH) انعدام الدافعية على أنه أحد الأعراض السلبية لمرض انفصام الشخصية (NIMH)،[2] وقد لوحظ حدوثه عند المرضى الذين يعانون من اضطراب ثنائي القطب نتيجة الصدمة.
وعادة ما تحدث مغالطات بين انعدام الدافعية والاعراض المشابهة التي تؤثر على الدافعية مثل فقد الإرادة وانعدام التلذذ والانتماء الاجتماعي أو عدم الاهتمام العام القوي، ففقد الإرادة يعد أيضا قصور في الدافعية والبدء ولكنه يتميز بعدم القدرة على تحديد الأهداف أو اتخاذ القرارات ويعتبر اضطرابًا في الحافز المتضائل، من أجل توفير علاج فعال، يجب تحديد السبب الكامن وراء هذا الاضطراب (إن وجد) ومن المهم تمييزه بشكل صحيح عن الأعراض الأخرى، على الرغم من أنها قد تعكس جوانب مماثلة من المرض العقلي.

## الآثار الاجتماعية والسريرية
غالبًا ما تؤدي الآثار الناجمة عن انعدام الدافعية إلى حدوث عجز اجتماعي. حيث أن عدم القدرة على الشروع في أنشطة هادفة وتنفيذها يمكن أن يكون له آثار كثيرة على الشخص الذي يعاني من انعدام الدافعية، فيقوم بتعطيل التفاعل مع جميع الناس المألوفين وغير المألوفين، ويعرض العلاقات الاجتماعية للشخص للخطر، ويمكن أن يؤدي إلى العجز الجسدي والعقلي على حد سواء وكذلك العمل، وتناول الطعام، والشراب أو حتى النوم. ومن الناحية السريرية، قد يكون من الصعب إشراك الفرد الذي يعاني من انعدام الإرادة في المشاركة النشطة للعلاج النفسي، كما يواجه المرضى أيضًا ضغوطات التعامل مع مرض عقلي وقبوله والوصمة التي غالباً ما تصاحب مثل هذا التشخيص وأعراضه، فيما يتعلق بمرض اانفصام الشخصية، ذكرت الجمعية الأمريكية للطب النفسي في عام 2013 أنه لا يوجد حاليا «أي علاجات ذات فعالية مثبتة للأعراض السلبية الأولية». جنبا إلى جنب مع الطبيعة المزمنة للفصام، هذه الحقائق تضاف إلى النظرة إلى عدم الحصول على ما يرام، يمكن أن يتسبب في مزيد من الشعور باليأس ومشابه في المرضى وكذلك أصدقائهم وعائلاتهم.

## العلاج
العلاج النفسي لا يقوم دائمًا بتحسين كل جانب من جوانب حياة المريض، وبالنسبة للأعراض السلبية لمرض انفصام الشخصية، فإن الاستجابات لمضادات الذهان تكون أقل ملاءمة من الأعراض الإيجابية. [6] نتيجة لذلك، قد يكون العلاج النفسي بديلاً لعلاج هذه الأعراض، حتى لو كان للأدوية تأثير جيد على المظاهر الأخرى للاضطراب.
قد يكون عقار أريبيبرازول مفيدًا في علاج متلازمة اللامبالاة (انعدام الدافعية). ولكن يتطلب دوره في علاج اللامبالاة مزيدًا من البحث في التجارب السريرية.
يتم تقليل الخلايا العصبية الدوبامينية في قشرة الفص الجبهي بشكل كبير، والتي ترتبط بعدم الإرادة، ويمكن لأحماض أوميغا 3 الدهنية أن تزيد من مستويات الدوبامين في قشرة الفص الجبهي بنسبة 40٪ كما يمكن أن توفر فوائد علاجية أيضا.
العلاج السلوكي المعرفي (CBT) ، هو نوع من العلاج النفسي الذي يبعث الكثير من الأمل في علاج انعدام الدافعية (والأعراض السلبية الأخرى لمرض انفصام الشخصية) ، ولكن هناك حاجة إلى مزيد من البحث في هذا المجال، ويركز العلاج السلوكي المعرفي على فهم كيفية تأثير الأفكار والمشاعر على السلوك من أجل مساعدة الأفراد على تطوير أساليب واستراتيجيات للتعامل بشكل أفضل مع الآثار المترتبة على اضطرابهم. تشير بعض الأبحاث إلى أن العلاج السلوكي المعرفي الذي يركز على المهارات الاجتماعية وممارسة المواقف الشخصية، مثل مقابلات العمل، أو رؤية الطبيب (لمناقشة الأدوية، على سبيل المثال)، أو التفاعل مع الأصدقاء وزملاء العمل، بالإضافة إلى الأشياء التي تبدو بسيطة مثل ركوب الحافلة، قد تقلل من الأعراض السلبية لمرض انفصام الشخصية وقد تكون مفيدة للمرضى الذين يعانون من انعدام الدافعية.
من المحتمل أن أشكال العلاج النفسي الأخرى تكمل دور الأدوية وتساعد المرضى وأسرهم وأصدقائهم على العمل من خلال التحديات العاطفية وغيرها من التحديات التي تواجه اضطرابات نفسيًة مزمنًة، بما في ذلك انعدام الدافعية.